# Maruna

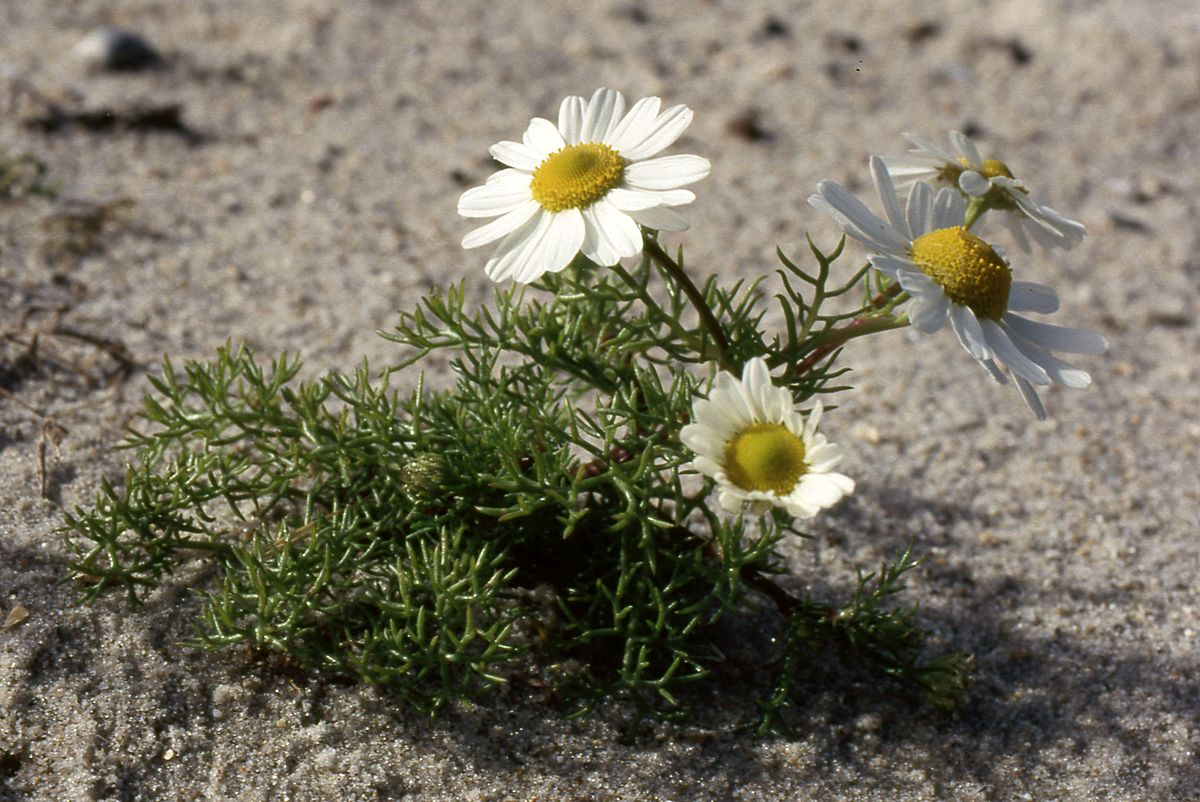
Tripleurospermum maritimum na wyspie Helgoland

Maruna (Tripleurospermum Sch. Bip.) – rodzaj roślin z rodziny astrowatych. Obejmuje ok. 40 gatunków. Rośliny te występują na półkuli północnej na obszarach o umiarkowanym klimacie – niemal w całej Europie i Azji (bez południowych krańców tych kontynentów), w północno-wschodniej Afryce oraz w północnej części Ameryki Północnej. Jako rośliny introdukowane obecne są w środkowej i południowej Ameryce Północnej, południowo-wschodniej Azji, w Australii i Ameryce Południowej. W Europie rośnie 8 gatunków, z czego w Polsce obecna jest pospolita maruna bezwonna T. inodorum, natomiast niepewny jest status wąsko ujmowanej maruny nadmorskiej T. maritimum.

## Morfologia
PokrójRośliny jednoroczne, dwuletnie i byliny osiągające od kilku do ok. 80 cm wysokości, z korzeniem palowym, pędami zwykle bezwonnymi, nagimi lub rzadko owłosionymi. Łodygi pojedyncze lub jest ich kilka, są wyprostowane lub podnoszące się, rzadko płożące, rozgałęzione lub nie.
LiścieSkrętoległe, przyziemne szybko zamierające. Ogonkowe lub siedzące. Blaszka pojedynczo, podwójnie lub trzykrotnie pierzastosieczna, z końcowymi odcinkami karbowanymi lub piłkowanymi.
KwiatyZebrane w koszyczki kwiatowe umieszczone pojedynczo na szczytach gałązek lub tworzące baldachogroniaste kwiatostany złożone. Okrywa półkolista do miseczkowatej o średnicy od 8 do kilkunastu mm. Listki okrywy trwałe, liczne (28–60, rzadziej liczniejsze), ułożone zwykle w 2–5 rzędach, wolne, szerokojajowate, na brzegach i wierzchołkach błoniaste. Dno koszyczka stożkowato wypukłe, pozbawione plewinek, wewnątrz (na przekroju) pełne. Brzeżne kwiaty języczkowate żeńskie i płodne, białe (rzadko zaróżowione), zwykle w liczbie od 10 do 34, rzadziej jest ich więcej lub brak ich zupełnie. Wewnętrzne kwiaty rurkowate w liczbie ponad 300, obupłciowe, żółte lub żółtawozielone, z koroną zwieńczoną trójkątnymi łatkami.
OwoceWyprostowane, trójkanciaste niełupki z 3–5 żebrami, szorskie lub gładkie między żebrami. Bez puchu kielichowego.
Rodzaje podobneRosnąca na polach maruna bezwonna jest często mylona z występującym na tych samych siedliskach rumiankiem. Rumianki różnią się jednak m.in. charakterystycznym, silnym zapachem, stożkowatym i pustym wewnątrz dnem kwiatostanu oraz zgiętymi owocami.

## Systematyka i nazewnictwo
Pozycja systematyczna
Rodzaj z podplemienia Anthemidinae, plemienia Anthemideae, podrodziny Asteroideae i rodziny astrowatych Asteraceae.
Taksonomia
Rodzaj Tripleurospermum był tradycyjnie włączany do szeroko ujmowanego rodzaju Matricaria. Wyodrębniony został najpierw na podstawie cech morfologicznych (liczba żeber na owocu), później także różnic biochemicznych (skład flawonoidów) i rozwojowych, w końcu także molekularnie potwierdzono brak bezpośredniego pokrewieństwa między tymi rodzajami. W 1974 roku Rauschert użył nazwy Matricaria w odniesieniu do rodzaju maruna, a Chamomilla dla rumianku. To rozstrzygnięcie taksonomiczne zostało podważone przez Bremera i Humphriesa w 1993. Utrzymanie nazwy Matricaria (jako nomen conservandum) w odniesieniu do rumianku a Tripleurospermum dla maruny postulowano kilkukrotnie w latach 90. i na początku XXI wieku. Nazwy te utrzymane zostały ostatecznie w 2005 roku podczas Międzynarodowego Kongresu Botanicznego w Wiedniu. Mimo to wciąż nazewnictwo proponowane w latach 70.–80. XX wieku pojawia się w publikacjach, m.in. w wydanej w 2020 aktualizacji Krytycznej listy roślin naczyniowych Polski.
W Polsce w ramach gatunku maruna nadmorska wyróżniane są dwa podgatunki – nadmorski subsp. maritima – maruna nadmorska typowa, której obecność w Polsce jest wątpliwa, i subsp. inodora (L.) Dostál. – maruna nadmorska bezwonna, pospolita w całym kraju. Poza Polską w ramach takiego ujęcia tego gatunku wyróżniany jest także podgatunek subsp. phaeocephalum (Ruprecht) Hämet-Ahti. Przeciw łączeniu tych taksonów w ramach jednego gatunku przemawia występowanie takich różnic jak: forma życiowa (T. inodorum to rośliny roczne, T. maritimum to zwykle byliny); odmienności morfologiczne (pierwszy ma pędy wzniesione, odcinki liści niemięsiste, żeberka na owocach oddalone; drugi ma pędy płożące, liście mięsiste, żebra gęste); u obu taksonów znane są populacje di- i tetraploidalne; oba taksony tworzą mieszańce, ale przynajmniej częściowo są one sterylne; różnią się preferencjami siedliskowymi. W efekcie taksony te wyróżniane są w randze odrębnych gatunków w licznych florach i bazach taksonomicznych.
Wykaz gatunków
- Tripleurospermum ambiguum (Ledeb.) Franch. & Sav.
- Tripleurospermum anchialense M.Král
- Tripleurospermum auriculatum (Boiss.) Rech.f.
- Tripleurospermum baytopianum E.Hossain
- Tripleurospermum breviradiatum  (Ledeb.) Pobed.
- Tripleurospermum callosum (Boiss. & Heldr.) E.Hossain
- Tripleurospermum caucasicum (Willd.) Hayek – maruna kaukaska[16]
- Tripleurospermum conoclinum (Boiss. & Balansa) Hayek
- Tripleurospermum corymbosum E.Hossain
- Tripleurospermum decipiens (Fisch. & C.A.Mey.) Bornm.
- Tripleurospermum disciforme (C.A.Mey.) Sch.Bip.
- Tripleurospermum elongatum (Fisch. & C.A.Mey.) Bornm.
- Tripleurospermum fissurale (Sosn.) E.Hossain
- Tripleurospermum froedinii Rech.f.
- Tripleurospermum griersonii Yıld.
- Tripleurospermum heterolepis (Freyn & Sint.) Bornm.
- Tripleurospermum homogamum G.X.Fu
- Tripleurospermum hookeri Sch.Bip.
- Tripleurospermum hygrophilum (Bornm.) Bornm.
- Tripleurospermum inodorum (L.) Sch.Bip. – maruna bezwonna
- Tripleurospermum insularum Inceer & Hay.-Ayaz
- Tripleurospermum kotschyi (Boiss.) E.Hossain
- Tripleurospermum limosum (Maxim.) Pobed.
- Tripleurospermum maritimum (L.) W.D.J.Koch – maruna nadmorska
- Tripleurospermum melanolepis (Boiss. & Buhse) Pobed.
- Tripleurospermum microcephalum  (Boiss.) Bornm.
- Tripleurospermum monticola (Boiss. & A.Huet) Bornm.
- Tripleurospermum parviflorum (Willd.) Pobed.
- Tripleurospermum pichleri (Boiss.) Bornm.
- Tripleurospermum repens (Freyn & Sint.) Bornm.
- Tripleurospermum rosellum (Boiss. & Orph.) Hayek
- Tripleurospermum rupestre (Sommier & Levier) Pobed.
- Tripleurospermum sannineum (J.Thiébaut) P.Mouterde ex Charpin & Dittrich
- Tripleurospermum sevanense (Manden.) Pobed.
- Tripleurospermum subpolare Pobed.
- Tripleurospermum tempskyanum (Freyn & Sint.) Hayek
- Tripleurospermum tenuifolium (Kit.) Freyn
- Tripleurospermum tetragonospermum (F.Schmidt) Pobed.
- Tripleurospermum transcaucasicum (Manden.) Pobed.
- Tripleurospermum ziganaense Inceer & Hay.-Ayaz